# موريل كوبن
موريل كوبن (بالإنجليزية: Muriel Coben)‏ هي لاعبة كرلنغ أمريكية، ولدت في 17 فبراير 1921، وتوفيت في 8 يونيو 1979 في ساسكاتون في كندا.